# Notre-Dame-d’Allençon
Notre-Dame-d’Allençon korábbi község Franciaország Loire mente régiójában, Maine-et-Loire megyében. 2017. január 1-jén Martigné-Briand és Chavagnes községgel egyesült és Terranjou új község része lett.
Lakosainak száma 722 fő (2018. január 1.). Notre-Dame-d’Allençon Les Alleuds, Brissac-Quincé, Chavagnes, Faye-d’Anjou, Bellevigne-en-Layon és Vauchrétien községekkel határos.

## Népesség
A település népességének változása:
| Lakosok száma | 318  | 313  | 311  | 382  | 418  | 628  | 660  | 707  | 718  | 722  |
|               | 1968 | 1975 | 1982 | 1990 | 1999 | 2011 | 2013 | 2015 | 2017 | 2018 |